# Cung điện ở Trzebieszowice

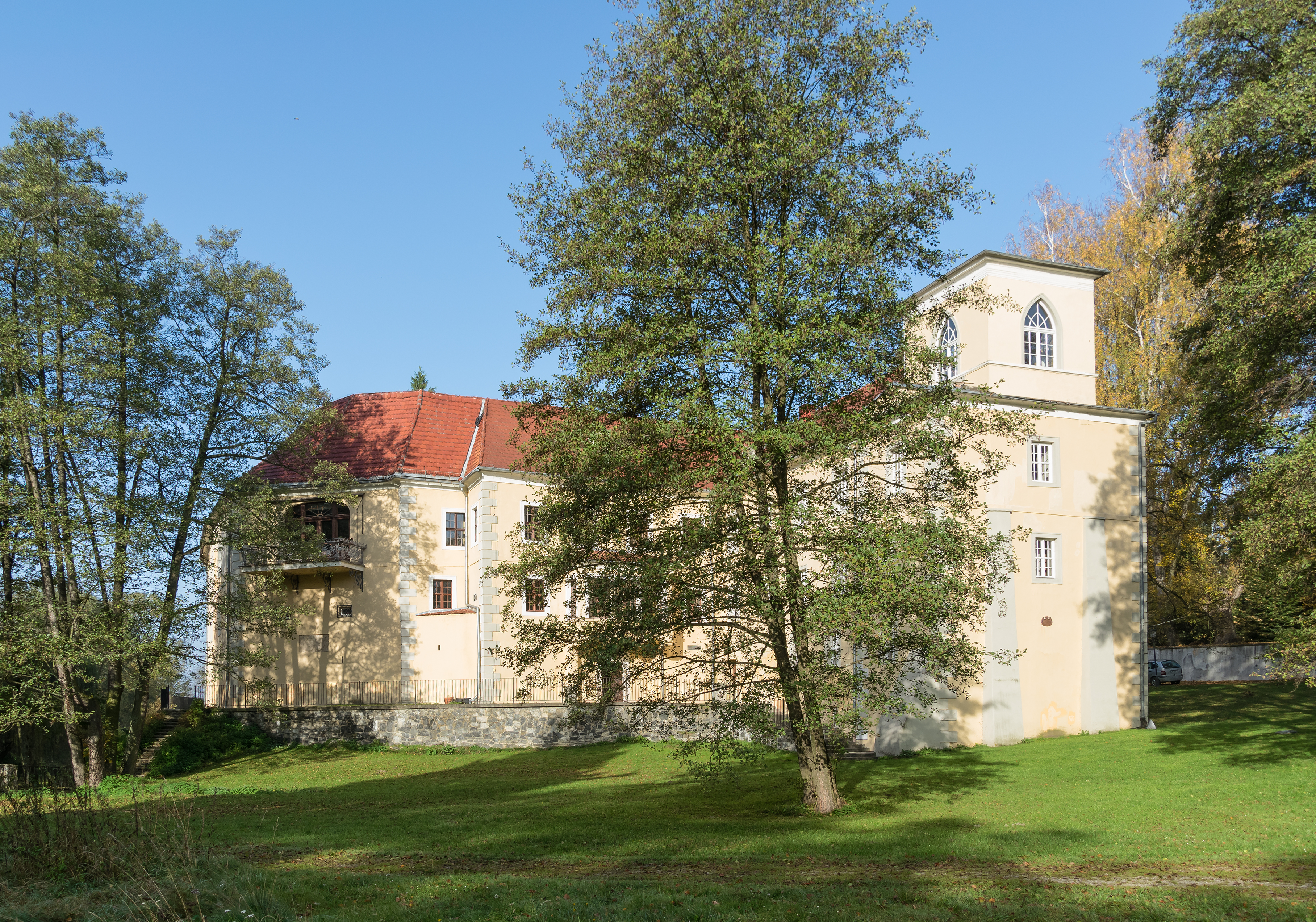
Cung điện ở Trzebieszowice (2017)

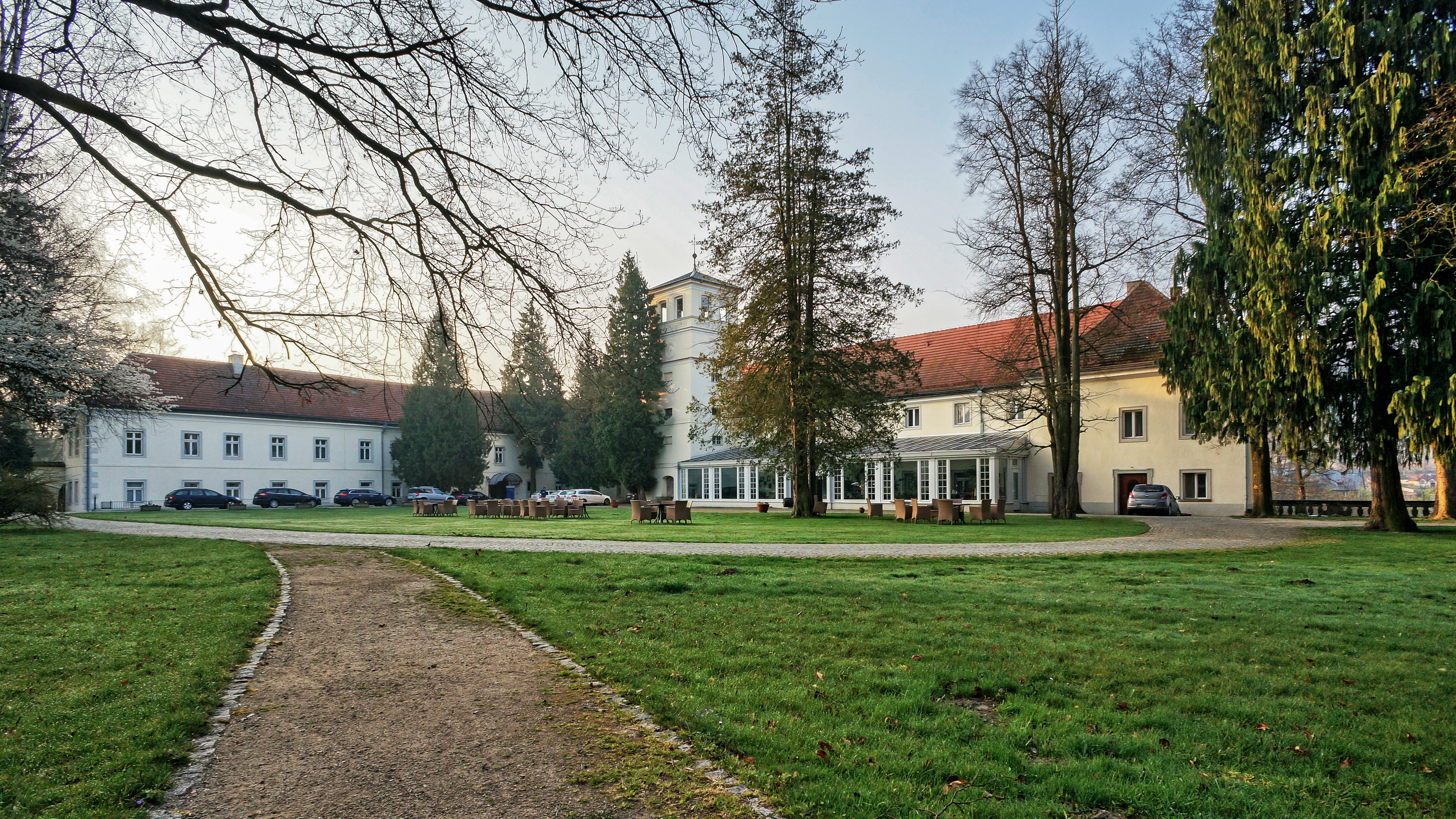
Cung điện ở Trzebieszowice (2014)

Cung điện ở Trzebieszowice (tiếng Ba Lan: Pałac w Trzebieszowicach) là một cung điện lâu đời có từ thế kỷ 16 ở làng Trzebieszowice, thuộc thị trấn Kłodzko, tỉnh Dolnośląskie, Ba Lan. Công trình kiến trúc này có tên trong sổ đăng ký di tích. Hiện nay, một công ty đang sở hữu cung điện và các tòa nhà phụ. Sau khi nơi đây được cải tạo toàn diện, nó trở thành khách sạn Zamek na Skale.

## Lịch sử hình thành
Cung điện ở Trzebieszowice được xây dựng trong giai đoạn 1550-1625. Địa điểm đặt cung điện từng là một lâu đài phòng thủ bằng đá và gỗ dành cho các hiệp sĩ. Vì vậy, các di tích của những bức tường đá vẫn còn tồn tại trong tầng hầm ở cung điện cho đến ngày nay.
Chủ sở hữu của cung điện qua các thời kỳ:
- 1625-1678: Johann Caspar Stredele (Nam tước von Montani) và những người thừa kế.
- 1678-1783: Georg Ernst von Wallis (Nam tước Carrighmain) cùng vợ ông là Maria Magdalena, con trai Georg Olivier và cháu trai Stephan.
- 1783-1813: Ludwig Friedrich Wilhelm (Bá tước von Schlabrendorf)  và con gái ông là Teresa.
- 1813-1864: Gia đình quý tộc von Fürstenberg: Joseph Friedrich, và vợ ông Charlotta
- 1864-1914: Gia đình quý tộc von Harbuval-Chammaré: Teresa, cùng con trai bà là Pius.
- 1914-1916: Stanislaus von Harbuval-Chammaré.
- 1916-1945: Georg Müller
- 1945-2004: Kho bạc Nhà nước Cộng hòa Nhân dân Ba Lan/ Ba Lan
- Từ năm 2004: Zbigniew Nojszewski (chủ tịch Công ty Neya sp. Z o.o.)